# Franca Squarciapino
Franca Squarciapino (Roma, 16 de mayo de 1940) es una diseñadora de vestuario italiana, que ha trabajado para cine, ópera, teatro y televisión. Entre sus trabajos destaca el diseño para la película de 1990 Cyrano de Bergerac por la que fue galardonada con el premio Óscar y el César al mejor diseño de vestuario. Forma pareja artística y sentimental con el escenógrafo Ezio Frigerio.

## Biografía
Estudió alguno años de la carrera de Derecho y después se dedicó a la actuación en teatro. En 1963, cuando interpretaba en Nápoles El sí de las niñas, de Moratín conoció al que sería su marido y compañero de trabajo, el escenógrafo Ezio Frigerio, con el que contraería matrimonio en 1974. Ella comenzó como asistente de Frigerio y se centró en el diseño de figurines. Colaboró en producción para televisión de Los hermanos Karamazov, dirigida por Sandro Bolchi. Trabajó varios años a las órdenes del director de escena Giorgio Strehler en el Piccolo Teatro y la Scala de Milán y de ahí saltó a colaborar con muchos de los mejores teatros del mundo, como el Metropolitan de Nueva York o el Bolshoi de Moscú. En 1981, fue nominado para el premio Tony por su diseño para el musical Can-Can.
Su progresión la llevó a convertirse en una destacada diseñadora de vestuarios para el cine, entre cuyos trabajos destaca el que realizó en 1990 para la película Cyrano de Bergerac por la que fue galardonada con el premio Óscar y el César al mejor diseño de vestuario. Igualmente diseñó el vestuario para dos películas de Bigas Luna que le llevó también a ganar el Goya en 1997, por La camarera del Titanic.  

## Filmografía

### Diseñadora de vestuario

#### Cine
- Cyrano de Bergerac, dirigida por Jean-Paul Rappeneau (1990)
- Louis, enfant roi, dirigida por Roger Planchon (1993)
- Le Colonel Chabert, dirigida por Yves Angelo (1994)
- L'ussaro sul tetto (El húsar en el tejado), dirigida por Jean-Paul Rappeneau (1995)
- La camarera del Titanic, dirigida por Bigas Luna (1997)
- Volavérunt, dirigida por Juan José Bigas Luna (1999)

#### Ópera
Producciones destacadas:
- Don Giovanni, para el teatro de la Scala, 1987.
- Fidelio, para el teatro la Scala y Châtelet, 1990.
- Così fan tutte, para el Piccolo Teatro, 1998.

### Actriz
- Grandezza naturale, dirigida por Carlo Lodovici (1963)

## Premios y nominaciones
Premios Óscar
| Año  | Categoría                 | Película           | Resultado |
| ---- | ------------------------- | ------------------ | --------- |
| 1991 | Mejor diseño de vestuario | Cyrano de Bergerac | Ganador   |